# Страшно страшило
Страшно страшило (енгл. Jeepers Creepers) је амерички хорор филм из 2001. године режисера и сценаристе Виктора Салве, са Џином Филипс и Џастином Лонгом у главним улогама. Радња филма прати сестру и брата који постају мета демонског створења, и мистериозног серијског убице, познатог под називом Крипер (пузавац). Име филма потиче од истоимене песме из 1938. године, коју је у оригиналу интерпретирао амерички џез музичар Луј Армстронг, док је за потребе филма коришћена верзија Пола Вајтмана.
Премијерно је приказан на Fantasy Filmfest-у, у Минхену и на међународном Fantasia Film Festifal-у, у Канади током јула 2001. године, док је у америчким биоскопима филм премијерно реализован 31. августа 2001. године.
Филм је у САД укупно прикупио 37.9 милиона $, а на осталим територијама 21.3 милиона $, што је укупно 59.2 милиона $. 2018. године је у колумбијским биоскопима објављено специјално редизајнирано издање, које је укупно прикупило 153 хиљаде $, тако да се укупна вредност филма процењује на 59.37 милиона $, што га у поређењу са продукцијским буџетом од 10 милиона $ чини и те како успешним.Добио је претежно помешане оцене, како од публике тако и од критичара.
Многобројни филмски критичари су, у тренутку када је објављен, делили слично мишљење о филму, хвалећи неизвестан почетак, а критикујући остатак филма. Новинар Би-Би-Сија Нев Пирс је окарактерисао филм као узнемирујућ, али интелигентан хорор, и позитивно га упоредио са Вриском
, док је новинар Роберт К. Елдер пишући за амерички дневни лист Чикаго трибјун, рекао да му се филм није допао само због тога што су многе ствари на крају остале неразјашњене. На сајту Ротен Томејтоуз је од стране критичара оцењен са 46%, док је од публике за нијансу вишим процентом од 48%. Започео је серијал који за сада укупно чине 3 филма, од којих је први снимљен две године касније под насловом Страшно страшило 2.

## Радња
Брат и сестра, Дари и Триш Џенер, се безбрижно враћају са факултета код својих родитеља, за празнике. Ауто-пут којим се возе, углавном је пуст, али изненада иза њих се појави манијак у старом камиону, који покуша да их изгура са пута. Дари и Триш успеју да се спасу, и настављају свој пут. Међутим, недуго затим, пролазећи поред старе црквице, примете исти камион који је покушао да их изгура са пута, а поред њега маскираног манијака како у велики цевовод убацује нешто у белој врећи. Триш се за тренутак учини да се у врећи налази леш човека, јер је на истој видела црвене трагове крви, и предложи Дарију да позову полицију али пошто им је једини телефон који имају код себе празан, не успевају. У међувремену, манијак их уочи, и крене камионом за њима, но Дари и Триш му поново успеју побећи. Триш предлаже Дарију да што пре побегну и потраже најближи телефон како би позвали полицију, али Дари на то не пристаје и наговори Триш да се врате до цркве и виде шта се заправо догодило. Триш пристане, ни не слутећи какву грешку прави...

## Улоге
| Глумац          | Улога                   |
| --------------- | ----------------------- |
| Џина Филипс     | Триш Џенер              |
| Џастин Лонг     | Дари Џенер              |
| Џонатан Брек    | Крипер (пузавац)        |
| Ајлен Бренан    | жена са мачкама         |
| Патриша Белчер  | Жизел                   |
| Брендон Смит    | наредник полиције       |
| Џон Бешара      | полицајац Роберт Гидеон |
| Авис-Мари Барнс | полицајац Наташа Вестон |
| Виктор Салва    | камео                   |